# Gouvernement de Tambov
1796–1928
Entités suivantes :
- Oblast du Centre-Tchernoziom

Le gouvernement de Tambov (en russe : Тамбовская губерния) est une division administrative de l’Empire russe, puis de la RSFS de Russie, située en Russie centrale avec pour capitale la ville de Tambov. Créé en 1796 le gouvernement exista jusqu’en 1928.

## Géographie
Le gouvernement de Tambov était bordé par les gouvernements de Vladimir, Nijni Novgorod, Penza, Saratov, Voronej, Orel, Toula et Riazan.
Le territoire du gouvernement de Tambov est maintenant réparti entre les oblasts de Tambov, Lipetsk, Voronej, Riazan, Penza et la Mordovie.

## Histoire
Le gouvernement a été créé en 1796 à la suite de la réforme de la province (namestnitchestvo) de Tambov entamée en 1779. Ses frontières sont restées inchangées jusqu’en 1926 quand sa partie septentrionale est partagée entre les gouvernements de Penza et Riazan. En 1928 le territoire du gouvernement est réorganisé en trois okrougs (Tambov, Kozlov et Borissoglebsk) faisant partie de l’oblast du Centre-Tchernozem, le gouvernement cesse alors d’exister.
Pendant la guerre civile russe le gouvernement est le théâtre de la révolte de Tambov (1920-1921), une insurrection populaire contre le régime bolchévique brutalement réprimée par les troupes de Mikhaïl Toukhatchevski.

## Subdivisions administratives

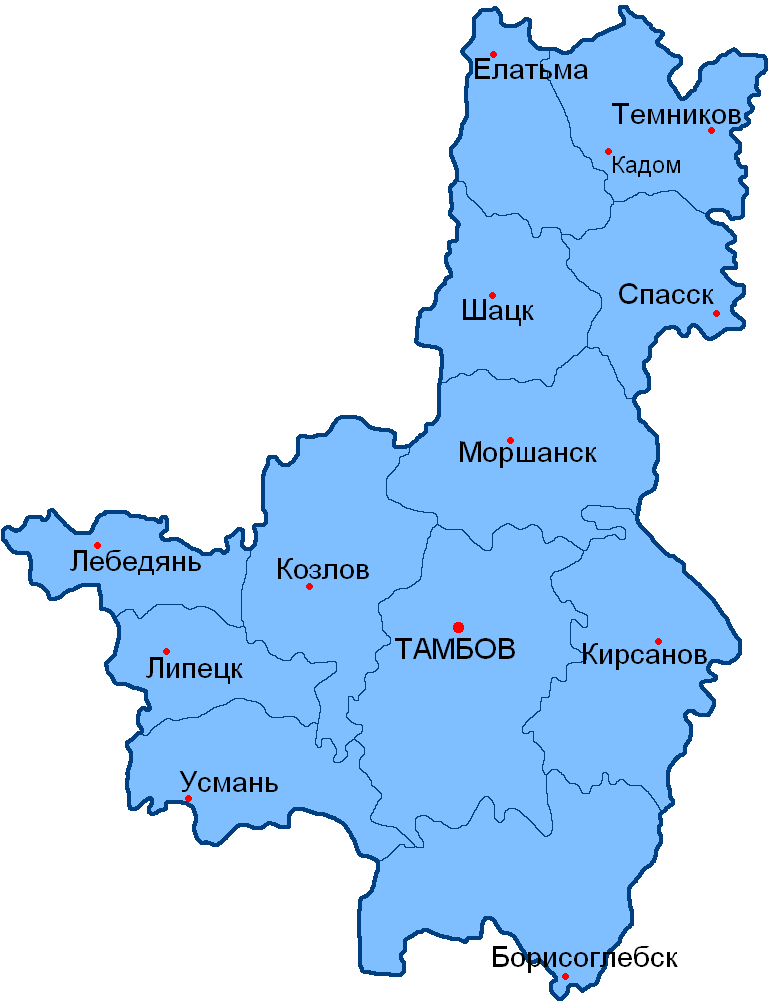
Divisions administratives du gouvernement de Tambov.

Au début du XXe siècle le gouvernement de Tambov était divisé en 12 ouïezds : Borissoglebsk, Ielatma, Kirsanov, Kozlov, Lebedian, Lipetsk, Morchansk, Spassk, Tambov, Temnikov, Ousman et Chatsk.

## Population
En 1897 la population du gouvernement était de 2 684 030 habitants, dont 95,5 % de Russes. La plus importante minorité sont les Mordves (3,3 %), qui représentaient près de la moitié de la population de l’ouïezd de Spassk.